# 세상에서 가장 아름다운 이별 (1996년 드라마)
《세상에서 가장 아름다운 이별》은 MBC에서 1996년 12월 2일부터 1996년 12월 3일까지 방송된 창사 35주년 특집 드라마이다. 치매에 걸린 시어머니와 무능한 의사 남편, 과년한 딸과 재수생 아들 등 가족을 위해 평생 희생해온 주부가 어느 날 말기암 진단을 받고 죽어가면서 가족들의 이해와 화합을 그렸다.

## 줄거리
출근 준비로 온가족이 분주한 아침, 인희는 몇 년째 지속되고 있는 자신의 오줌소태가 걱정이다. 의사인 남편 정철에게 증세를 말하지만 별 반응이 없자 입을 다문다. 식구들을 모두 출근시키고 치매인 시어머니의 수발까지 끝낸 인희는 모처럼 시간을 내서 남편 친구인 윤박사의 병원에 들러 진찰을 받는다. 그날 밤 정철은 인희가 말기암인 것으로 진찰 결과가 나왔다는 윤박사의 전화를 받고 몹시 놀란다.

## 등장 인물
- 나문희 : 김인희 역
- 주현 : 정철 역

인희의 남편. 월급쟁이 의사
- 김영옥 : 할머니 역

인희의 시어머니. 치매에 걸렸다.
- 이민영 : 정연수 역

인희의 딸. 유부남과 사귀고 있다.
- 이종수 : 정정수 역

인희의 재수생인 아들
- 맹상훈 : 김근덕 역

인희의 철없는 남동생
- 박순천 : 신선애 역

근덕의 아내
- 송재호 : 정 박사 역

정철의 동료
- 김동주 : 윤박사 역
- 김응석 : 영석 역
- 정준호 : 인철 역

## 수상
- 1997년 1월 방송위원회 ‘이 달의 좋은 프로그램’[2]
- 1997년 제33회 백상예술대상 대상 · 작품상
- 1997년 12월 ’97 방송위원회 대상 - '이 달의 좋은 프로그램' 수상작 가운데 '최우수상'[3]
- 1997년 제24회 한국방송대상 TV드라마부문 우수작품상

## 참고 사항
- 작품이 급박하게 정해져 시간이 빠듯했기 때문에 이 작품을 보름만에 완성하게 되었다고 한다.[4]
- 1996년 12월 25일 시청자들의 요청으로 4시간 동안 연속 재방송되었다.[5]
- 1998년 평일 오전 8시 10분에 재방영되었는데, 동시간에 경쟁한 KBS 1TV 아침 TV 소설 <너와 나의 노래>와 경쟁하였다.
- 창극단체 한국창극원의 다섯번째 창극으로 2008년 3월 21일부터 5월 12일까지 소극장 '창덕궁'의 개관기념으로 공연되었다.[6]
- 이재규 감독이 연출을 맡은 연극이 2010년 4월 23일부터 7월 18일까지 '이다'에서 공연되었다.[7][8]
- 2011년 4월 20일 영화로도 만들어져 개봉하였다.
- 2017년 tvN에서 리메이크되었는데 원래 MBC에서 방영할 예정이었으나 2017년 9월 파업에 들어가[9] 불발되기도 했다.
- 2019년 개국한 MBC ON에서 재방송되었다.
- 매년 연말 개최 형식으로 변경된[10] 제 10회 한국방송작가상(97년 12월 개최)(96년 중후반기 ~ 97년 초중반기 내용) 드라마 부문 후보에 한때 거론됐지만 탈락했다.

## 관련 서적
- 세상에서 가장 아름다운 이별(노희경 원작소설), 노희경 저, 한민사, 1997년 3월 10일
- 세상에서 가장 아름다운 이별(노희경 대본집), 노희경 저, 북로그컴퍼니, 2010년 3월 19일

- 유행가가 되리(2005년 2부작), 슬픈 유혹(1999년 2부작), 세리와 수지(1995년 1부작) 등이 같이 수록되어 있다.
- 세상에서 가장 아름다운 이별(노희경 원작소설), 노희경 저, 북로그컴퍼니, 2010년 4월 23일
- 세상에서 가장 아름다운 이별(포토시나리오북), 민규동·노희경 저, 수필름, 2011년 4월 13일
- 세상에서 가장 아름다운 이별(노희경 원작소설 개정판), 노희경 저, 북로그컴퍼니, 2015년 5월 10일

## 같이 보기
- 영화 《세상에서 가장 아름다운 이별》
- tvN 드라마 《세상에서 가장 아름다운 이별》